# Javier Guisande
Javier Gastón Guisande (15 dicembre 1975) è un allenatore di calcio a 5 ed ex giocatore di calcio a 5 argentino, campione sudamericano con la nazionale argentina nel 2003.

## Carriera
Utilizzato nel ruolo di portiere, Guisande ha una precoce e lunga carriera in nazionale con cui ha partecipato al FIFA Futsal World Championship 2004 ma soprattutto alla Copa América 2003 conclusasi con il primo successo degli argentini.
Con la Nazionale maschile di calcio a 5 dell'Argentina ha esordito nelle competizioni mondiali al FIFA Futsal World Championship 1996 in Spagna dove la nazionale sudamericana è stata eliminata al primo turno nel girone comprendente Paesi Bassi, Russia e Cina. Quattro anni dopo l'Argentina giunge a Foz do Iguaçu alla finale del Copa América 2000 ma perde seccamente contro i brasiliani campioni in carica, nel mondiale di sette mesi dopo giunge al secondo turno ma termina ultima alle spalle anche dell'Egitto.
Il periodo che precede il mondiale del 2004 è il più felice per Guisande: nel 2003 arriva l'inaspettata vittoria in Copa América, e l'anno dopo la soddisfazione di giungere quarto al mondiale di Taiwan. Nel 2008, infine, non va molto bene la partecipazione al torneo sudamericano chiuso al terzo posto, mentre al mondiale l'Argentina giunge al secondo turno ma manca le qualificazioni alle semifinali.

## Palmarès

### Competizioni internazionali
- Coppa America: 1

Argentina 2003